# Веґнер Карл Теодорович
Карл Теодо́рович (Фе́дорович) Ве́ґнер (* 12 грудня 1864, Кам'янець-Подільський — † грудень 1940, Берн, Швейцарія) — ортопед-травматолог. Доктор медицини (1914).
Творець радянської школи ортопедів-травматологів.

## Біографічні дані
Народився у м. Кам’янець-Подільський (нині Хмельницької області). 1894 року закінчив медичний факультет Дерптського університету (нині Тарту, Естонія). Працював у лікарнях Донбасу, зокрема в місті Юзівка (нині — Донецьк).
1907 року відряджено до Німеччини для вивчення особливостей організації медичної допомоги робітникам при нещасних випадках і здійснення експертизи працездатності. На основі набутого досвіду розробив план створення медико-механічного інституту в Харкові (нині Інститут патології хребта та суглобів Академії медичних наук України). Очолював цей інститут до 1926 року. Одночасно у 1921–1926 роках — завідувач кафедри ортопедичної хірургії Харківського медичного інституту.
1926 року переїхав до Москви, де до 1929 року працював завідувачем ортопедичного відділення Московського інституту фізіатрії та ортопедії.
Від 1929 року жив і працював у Швейцарії. Помер у м. Берн.

## Наукові дослідження
Досліджував проблеми кістково-суглобового туберкульозу та обґрунтував функціональний метод лікування переломів кісток (за допомогою постійного витягування).1 Уперше в Росії застосував скелетне витягнення та металоостеосинтез для лікування переломів.

Ідеї функціонального лікування травм вчений переніс і до арсеналу комплексної терапії хворих на кістково-суглобовий туберкульоз. Цій проблемі присвячено три його наукові роботи. Вегнера по праву слід вважати одним із піонерів функціонального напрямку в остеофтизіології.
Доктор медицини (у 1914 році захистив дисертацію «Закрытые переломы диафиза бедра»), професор (1916).
На початку Першої світової війни (13 вересня 1914 р.) у Харкові було відкрито лазарет на 225 ліжок для лікування поранених. Завідувачем та керівником медичної частини лазарета став К.Т. Веґнер. Медико-механічний інститут разом з лазаретом був потужним лікувальним закладом. Інститут мав у своїй структурі палати для хворих, рентгенкабінет, гімнастичний зал, операційну, перев’язувальну, спеціальні кабінети для масажу, виготовлення гіпсових моделей, власну бактеріологічну лабораторію. По досвід сюди приїжджали медики з Катеринослава, Києва, Смоленська, Саратова. В інституті молоді спеціалісти згодом ставали видними медиками. Учні К. Ф. Вегнера створили дві провідні школи вітчизняних травматологів-ортопедів: М. І. Ситенко - харківську, а В. Д. Чаклін - свердловську »[3].
Автор понад 60 праць і статей з травматології.
Видав посібник для вищих медичних навчальних закладів «Переломи та їх лікування» (1926).

## Основні публікації Веґнера
- К вопрому о происхождении ложного сустава. — Харьков, 1909.
- Закрытые переломы диафиза бедра. — Харьков, 1914.
- Принципы функционального лечения при повреждениях и заболеваниях конечностей // Русский врач. — 1916. — № 16.
- Методика функционального лечения повреждений конечности. — Москва, 1917.
- Переломы и их лечение. — Москва; Ленинград, 1926.

## Пам'ять
У жовтні 2017 року, в Харкові, у приміщенні Інституту патології хребта та суглобів ім. М. І. Ситенка, відкрито меморіальну дошку на честь К.Т. Веґнера зтаким написом: «Тут працював з 1907 по 1926 рік організатор та перший директор інституту, фундатор вітчизняної ортопедичної травматології, професор Карл Федорович Веґнер».